# 佛念寺山断層
佛念寺山断層（ぶつねんじやまだんそう）は、大阪府にある活断層である。上町断層帯の北部分にあたり、大阪府の豊中市、吹田市にある。位置的には豊中市北部から南へ続き吹田市との境をとおり、吹田市南部で市内に入る。吹田市内では江坂付近を経て、南の大阪市内の上町断層本体へつながる。地震調査委員会による調査では、地震の発生確率は最大3%。確率が「高い」に分類されている活断層である。断層の東側が西側に乗りあがる形で千里丘陵が形作られた。